# Pale Rider
Pale Rider (bra: O Cavaleiro Solitário; prt: O Justiceiro Solitário) é um filme estadunidense de 1985, do gênero western, dirigido e estrelado por Clint Eastwood.
O título faz referência ao quarto cavaleiro do Apocalipse, o que cavalga um cavalo pálido (pale) e se chama Morte.[carece de fontes?]
Gravado em Boulder Mountains e na área de recreação do Parque Nacional Sawtooth, em Idaho,[carece de fontes?] concorreu à Palma de Ouro no Festival de Cannes em 1985.

## Elenco
- Clint Eastwood .... Pregador
- Michael Moriarty .... Hull Barret
- Carrie Snodgress .... Sarah Wheeler
- Chris Penn .... Josh LaHood
- Richard Dysart .... Coy LaHood
- Sydney Penny .... Megan Wheeler
- Richard Kiel .... Club
- Doug McGrath

## Sinopse
A história central é o conflito entre o grupo de mineiros pobres e um poderoso homem da cidade. Inicia com um Estranho defendendo um mineiro de uma gangue de arruaceiros. Para surpresa do mineiro, ele usa um colarinho de traje religioso. Então, o mineiro convida esse pregador para jantar em sua casa. Na sequência do filme, o pregador se integrará a comunidade pobre, até chegar a hora do confronto contra as forças do poderoso capitalista.[carece de fontes?]